# The Saturday Evening Post
The Saturday Evening Post è una rivista statunitense con periodicità bimestrale.

## Storia
The Saturday Evening Post cominciò ad uscire nel 1821. Inizialmente era un quotidiano di quattro pagine, senza illustrazioni. Il giornale proclamò la sua filiazione dalla The Pennsylvania Gazette di Benjamin Franklin, pubblicata dal 1728 al 1815.
Nel 1897 il giornale fu acquistato da Cyrus Curtis e divenne un settimanale. Nel 1899 la direzione fu assunta da George Horace Lorimer; sotto la sua guida, la rivista si caratterizzò come un periodico per famiglie e raggiunse una tiratura di un milione di copie l'anno. Gli articoli pubblicati riguardavano soprattutto l'attualità, la politica e lo sport; negli anni venti e anni trenta venivano pubblicati anche racconti di famosi scrittori come Agatha Christie, Francis Scott Fitzgerald e John Steinbeck. Al successo della rivista contribuirono le copertine illustrate create da Norman Rockwell, che rappresentavano scene di vita quotidiana.
Alla fine degli anni cinquanta la rivista cominciò a diminuire le vendite e nel 1969 cessò le pubblicazioni, a causa di difficoltà economiche del gruppo editoriale. Nel 1970 la Curtis Publishing Company fu acquistata dall'industriale Beurt SerVaas e nel 1971 il Saturday Evening Post riprese le pubblicazioni, passando ad una periodicità bimestrale. Qualche anno dopo, la rivista passò sotto il controllo della Benjamin Franklin Literary and Medical Society e si dedicò alla pubblicazione di articoli sulla medicina e la salute.
Ai giorni nostri, The Saturday Evening Post continua ad uscire con periodicità bimestrale e a pubblicare articoli di medicina e salute; la pubblicazione è curata dalla The Saturday Evening Post Society, che ha lo status di organizzazione non a scopo di lucro.